# Kanižarica
Kanižarica – wieś w Słowenii, w gminie Črnomelj. W 2018 roku liczyła 593 mieszkańców.